# Estación Renascer
La Estación Renascer es una de las estaciones del Sistema de Trenes Urbanos de João Pessoa, situada en Cabedelo, entre la Estación Mandacarú y lEstación Jacaré.
Atiende a todo el barrio de Renascer.